# 1848
1848 (MDCCCXLVIII) a fost un an bisect al calendarului gregorian, care a început într-o zi de sâmbătă.

## Evenimente

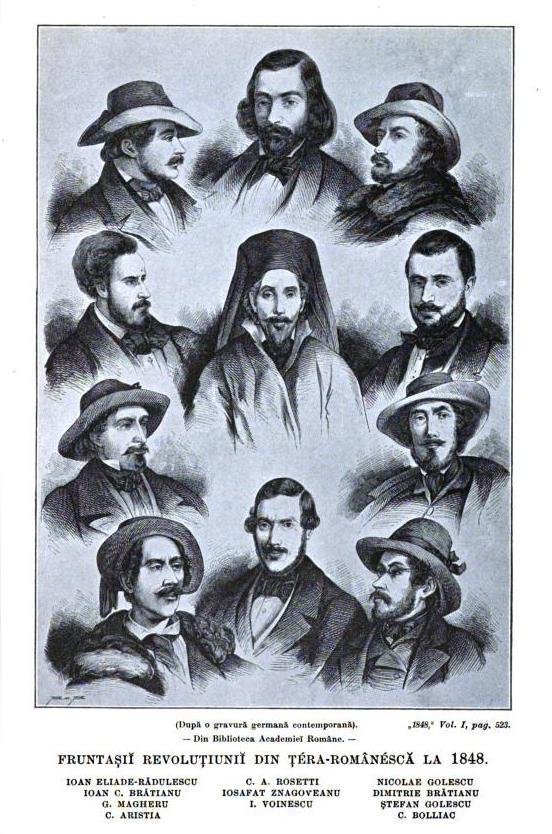
Fruntașii Revoluției din Țara Românească

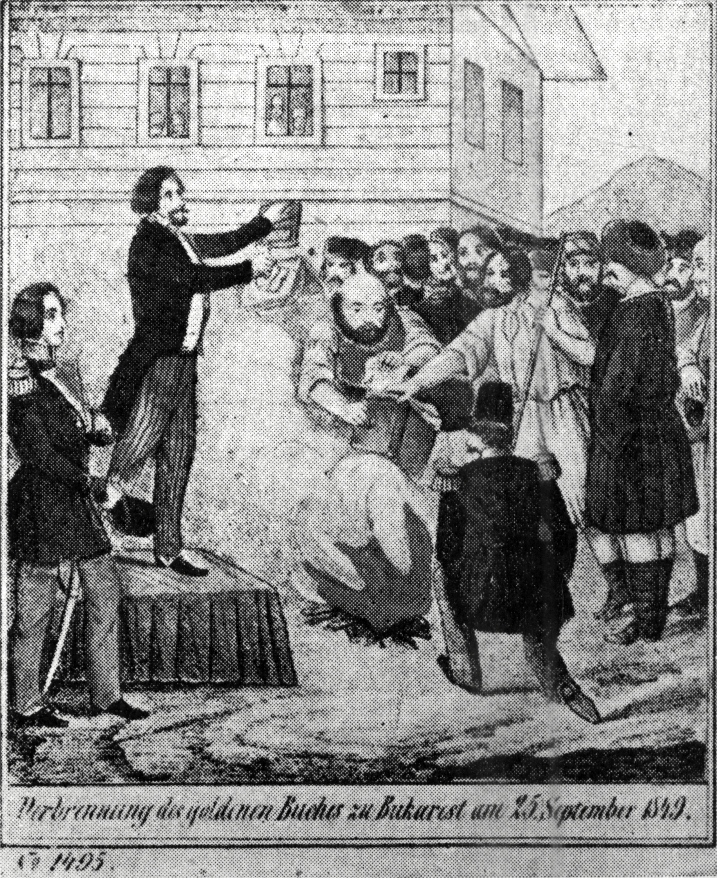
Arderea Regulamentului Organic și a Arhondologiei

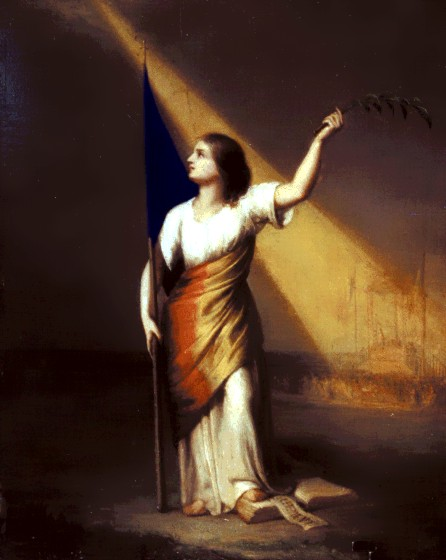
România rupându-și cătușele pe Câmpia Libertății de Constantin D.Rosenthal.

### Ianuarie
- 6 ianuarie: Johann Strauss (fiul) prezintă un concert la București.

### Martie
- 5 martie: La Heidelberg, 51 de reprezentanți ai opoziției liberale și democratice din statele de sud și vest ale Confederației Germane hotărăsc convocarea unui "Preparlament" la Frankfurt pe Main, care să pregătească întrunirea unei Adunări Constituante pentru întreaga Germanie. Burghezia liberală ia conducerea mișcării în vederea realizării unității statale a poporului german.
- 13 martie: Izbucnirea revoluției la Paris și Viena.
- 13-16 martie: Ciocniri între populație și armată pe străzile Berlinului, în timp ce mai mulți deputați cer regelui acceptarea "revendicărilor din martie".
- 18-19 martie: Insurecția armată a berlinezilor, încheiată cu victoria maselor.
- 20 martie: Regele Ludwig I al Bavariei abdică.
- 26 martie: Mare adunare populară la Berlin. Muncitorii cer o lege electorală democratică, înființarea unui Minister al Muncii, pensii pentru invaliditate provocată de accidente de muncă, etc.

### Aprilie
- 8 aprilie: În casa lui Constantin Rosetti se desfășoară adunări secrete ale revoluționarilor munteni pentru stabilirea datei începerii revoluției.

### Mai
- 10 mai: Se constituie „Comitetul Revoluționar din Țara Românească” și se hotărăște declanșarea revoluției la 9 iunie.
- 15 mai: Adunarea de la Blaj proclamă națiunea română din Transilvania drept egală cu celelalte națiuni din Marele Principat, protestează împotriva iminentei uniri a Transilvaniei cu Ungaria și afirmă fidelitatea românilor din Transilvania față de împăratul de la Viena.
- 29 mai: Dieta Transilvaniei hotărăște unirea Transilvaniei cu Ungaria.

### Iunie
- 9 iunie: Asupra domnitorului Gheorghe Bibescu care venea de la plimbare fără escortă s-au tras dintr-o trăsură șase focuri de armă, fără a-l răni, doar sfâșiindu-i epoletul stâng. Rănit a fost Alecu Villara, ministrul de interne și totodată cuscrul domnitorului, care îl însoțea la plimbare.
- 11 iunie: Ofițerii munteni se prezintă la palat și prezintă domnitorului proclamația lor. Domnitorul este obligat să semneze proclamația și să accepte revendicările trecute în constituție. Guvernul a fost destituit iar Gheorghe Bibescu a semnat ordonanțele de numire a noilor miniștri din Guvernul Provizoriu: Nicolae Golescu ministru de interne, Ștefan Golescu ministru de justiție, Gheorghe Magheru ministru de finanțe, I.H. Rădulescu ministru al instrucțiunilor publice, Nicolae Bălcescu secretar de stat, Constantin Rosetti aga poliției.
- 13 iunie: Domnul Țării Românești, Gheorghe Bibescu abdică. Țara este condusă de Guvernul Provizoriu.
- 14 iunie: Are loc unirea celor două guverne, de la Islaz și București.
- 15 iunie: Pe câmpia Filaretului - numită apoi prin decret Câmpia Libertății - are loc o mare adunare populară la care participă cca 30.000 de oameni. S-a citit Proclamația, s-au sfințit steagurile tricolore care purtau deviza „Dreptate-Frăție”; s-a depus jurământul de către guvern, gardă națională, oștire și popor.
- 19 iunie: Guvernul Provizoriu este arestat ca urmare a unui complot al boierimii reacționare, cu complicitatea unor ofițeri superiori. Nu au fost arestați, nefiind la palat, N. Golescu și I.C. Brătianu. În final, colonelul Ioan Odobescu, conducătorul oștirii, este arestat și guvernul eliberat.
- 25 iunie: Este desființată „Eforia școalelor” și învățământul devine gratuit în Țara Românească.
- 26 iunie: Guvernul revoluționar decretează eliberarea robilor țigani ai boierilor; aceștia devin oameni liberi începând cu 10 iulie 1848.
- 29 iunie: La mitropolitul Neofit al II-lea are loc o adunare a boierilor reacționari. Se proclamă restaurarea vechiului regim, formându-se o căimăcămie.
- 30 iunie: Bucureștenii se ridică împotriva regimului reacționar instaurat de mitropolitul Neofit al II-lea, obligându-l să proclame înlăturarea căimăcămiei și rechemarea Guvernului Provizoriu.

### Iulie
- 12 iulie: Dizolvarea Bundestagului. Atribuțiile sale trec asupra noii administrații imperiale.
- 19 iulie: Oastea otomană condusă de Suleiman Pașa a intrat pe teritoriul Țării Românești.
- 22 iulie: Trimisul lui Suleiman Pașa aduce la cunoștință că Turcia consideră ilegal guvernul provizoriu și că trebuie să se constituie o căimăcămie.
- 24 iulie: Bătăliile de la Custoza. Prima încercare de a pune capăt controlului austriac asupra nordului Italiei. Austriecii, conduși de Joseph Radetzki, i-au învins pe sarzi. În cea de-a doua bătălie (24 iunie 1866), ca parte a unui efort militar de a câștiga Veneția, deținută de Austria, Italia a pierdut din nou. Italia a obținut Veneția prin Tratatul de la Viena (1866).
- 25 iulie: Guvernul provizoriu demisionează.
- 28 iulie: Este aleasă o Locotenență Domnească formată din: Nicolae Golescu, Ion Heliade Rădulescu și Christian Tell care acceptă să modifice Constituția conform dorințelor sultanului Abdul Mejid I. Ei au condus Țara Românească până la 13 septembrie 1848.
- 29 iulie: O delegație formată din N. Bălcescu, D. Brătianu și Șt. Golescu este trimisă la Istanbul pentru a obține recunoașterea, însă nu este primită.

### August
- 3 august: Membrii Locotenenței Domnești trimit un memoriu sultanului pentru recunoașterea Proclamației; ei denunță abuzurile domnitorului Gheorghe Bibescu și neajunsurile Regulamentului Organic.

### Septembrie
- 2 septembrie: Noul comisar al Porții, Mehmed Fuad Pașa, pornește cu armata dinspre Giurgiu spre București.
- 6 septembrie: La București, „Cărțile blestemate”, exemplarele originale ale Regulamentului Organic și Arhondologia sunt duse la Mitropolie, unde, în cadrul unei mari adunări populare, mitropolitul este obligat să afurisească regulamentul și pe cei care vor dori să-l reintroducă. La final, cărțile sunt rupte și arse, filă cu filă.
- 13 septembrie: Mehmed Fuad Pașa i-a convocat în tabăra turcească campată la Cotroceni pe mitropolit și notabilitățile orașului, pentru a le comunica hotărârea Înaltei Porți. Le-a fost citită o proclamație prin care sultanul cerea „să piară cu totul orice urmă a revoluției” și a prezentat firmanul sultanului, prin care Locotenența Domnească era dizolvată, în locul ei fiind numit caimacam logofătul Constantin Cantacuzino. Nicolae Bălcescu și ceilalți revoluționari protestează - ei sunt arestați și trimiși în exil.
- 13 septembrie: Bătălia din Dealul Spirii: Un corp al armatei turcești (cca. 5.000 de oameni) condus de Kerim Pașa s-a întâlnit cu trupa pompierilor din București comandați de căpitanul Pavel Zăgănescu la 300 m de poarta cazarmei Alexandria. Locul era îngust și pompierii au început să se îmbrâncească cu cavaleria și infanteria turcească; s-au încăierat și s-au tras focuri de armă. Turcii au deschis focul asupra cazarmei și din cazarmă li s-a răspuns cu foc. Lupta corp la corp dusă de pompieri, mult inferior ca număr, a fost crâncenă. Românii au pierdut 50 de ostași și 57 au fost răniți. După 12 ani, în 1860, Alexandru Ioan Cuza îl va avansa pe căpitanul Pavel Zăgănescu la grad de colonel, îl va numi la comanda pompierilor din București și va acorda medalia „Pro virtute militari” și pensii veteranilor de la 13 septembrie 1848.
- 15 septembrie: Trupe rusești intră în Țara Românească.
- 16 septembrie: Poarta îl numește caimacam pe Constantin Cantacuzino. El va domni până în iunie 1849, când este numit domn Barbu Știrbei.
- 25 septembrie: Prin decret, majoritatea conducătorilor Revoluției sunt exilați. Cei mai mulți au ajuns la Constantinopol și de aici în Asia Mică la Brussa, unde au stat ca pensionari ai guvernului turc. Frații Golești au fugit în Franța unde și-au cheltuit toată averea. Ceilalți s-au refugiat în Transilvania sau în Franța.

### Octombrie
- 2 octombrie: Măsura eliberării robilor țigani luată de Guvernul provizoriu este revocată.

### Decembrie
- 2 decembrie: Ferdinand I, împărat al Austriei, abdică în favoarea nepotului său, Franz Josef I.
- 5 decembrie: Regele Prusiei acordă o Constituție cu o nuanță burghezo-liberală. Adunarea Constituantă este dizolvată.
- 10 decembrie: Prințul Louis-Napoleon Bonaparte este ales primul președinte al celei de-A Doua Republici Franceze.

### Nedatate
- august: Pentru informarea asupra Revoluției din Țara Românească, Guvernul provizoriu trimite pe A.G. Golescu la Paris, Dumitru Brătianu la Viena și Budapesta, prof. Ioan Maiorescu la Dieta germană de la Frankfurt și Ion Ghica la Constantinopol.
- octombrie: Trupele rusești sub comanda generalului Lüders ocupă jumătate din București (dreapta Dâmboviței). Începe o perioadă de dublă ocupație, rusească și turcească, care va dura până în aprilie 1851.
- Anul revoluțiilor în Europa.
- Începutul revoluției pașoptiste în Muntenia. Adunarea de la Islaz. Ion Heliade Rădulescu citește Proclamația de la Islaz, programul revoluției din Țara Românească.
- New York: S-a înființat Agenția de știri Associated Press (AP) prin unirea a șase ziare din New York.

## Arte, Știință, Literatură și Filozofie
- 21 februarie: A apărut, la Londra, Manifestul Partidului Comunist, redactat de Karl Marx și Friedrich Engels.
- Alexandre Dumas (fiul), publică Dama cu camelii
- Alexandre Dumas (tatăl), publică Omul cu masca de fier
- Constantin D.Rosenthal pictează tabloul România rupându-și cătușele pe Câmpia Libertății (având-o ca model pe Maria Rosetti), litografiat în 1850.
- Deșteaptă-te, române!, marș al revoluționarilor români (vechi cântec patriotic românesc, compus de Anton Pann pe versurile poemului Un răsunet, scris de poetul Andrei Mureșanu), devenind imn de stat al României începând cu 1 ianuarie 1990 și imn de stat al R. Moldova între 1991-1994. În România Ziua Imnului se sărbătorește în fiecare an pe 29 iulie.
- John Stuart Mill, publică Principiile economiei politice

## Nașteri
- 6 ianuarie: Hristo Botev, revoluționar bulgar (d. 1876)
- 18 ianuarie: Ioan Slavici, scriitor român (d. 1925)
- 1 februarie: Sava Henția, pictor român (d. 1904)
- 5 februarie: Joris-Karl Huysmans, scriitor francez (d. 1907)
- 16 februarie: Octave Mirbeau, jurnalist, romancier și autor dramatic francez (d. 1917)
- 25 februarie: Regele Wilhelm al II-lea de Württemberg (d. 1921)
- 18 martie: Prințesa Louise a Regatului Unit, al șaselea copil al reginei Victoria (d. 1939)
- 30 martie: Carlos, Duce de Madrid, pretendent carlist la tronul Spaniei și pretendent legitimist la tronul Franței (d. 1909)
- 27 aprilie: Regele Otto al Bavariei (d. 1916)
- 7 iunie: Paul Gauguin, pictor francez (d. 1903)
- 9 iulie: Robert I, Duce de Parma, ultimul suveran Duce de Parma (d. 1907)
- 22 iulie: Adolphus Frederic al V-lea, Mare Duce de Mecklenburg (d. 1914)
- 21 septembrie: Prințesa Marie Isabelle d'Orléans, Infantă a Spaniei și Contesă de Paris (d. 1919)
- 8 noiembrie: Gottlob Frege, matematician, logician și filosof german (d. 1925)
- 13 noiembrie: Albert I, Prinț de Monaco (d. 1922)

## Decese
- 20 ianuarie: Regele Christian al VIII-lea al Danemarcei și al Norvegiei (n. Christian Frederik), 61 ani (n. 1786)
- 20 februarie: Prințul Alexandru al Țărilor de Jos (n. Willem Alexander Frederik Constantijn Nicolaas Michiel), 29 ani (n. 1818)
- 18 februarie: Joseph Gerhard Zuccarini, 50 ani, botanist german (n. 1797)
- 23 februarie: John Quincy Adams, 80 ani, al 6-lea președinte al SUA (1825 - 1829), (n. 1767)
- 8 aprilie: Gaetano Donizetti (n. Domenico Gaetano Maria Donizetti), 50 ani, compozitor italian (n. 1797)
- 14 aprilie: Haceatur Abovian, 38 ani, scriitor armean (n. 1805)
- 27 mai: Prințesa Sofia a Regatului Unit (n. Sophia Matilda), 70 ani (n. 1777)
- 4 iulie: François-René de Chateaubriand, 79 ani, scriitor francez (n. 1768)
- 7 august: Jöns Jakob Berzelius, 68 ani, chimist suedez (n. 1779)
- 13 septembrie: Maria Isabela a Spaniei (n. María Isabel de Borbón), 59 ani, regină a Regatului celor Două Sicilii (n. 1789)
- 24 noiembrie: William Lamb, 69 ani, prim-ministru al Marii Britanii (1834-1841, cu intermitențe), (n. 1779)
- 19 decembrie: Emily Brontë (n. Emily Jane Brontë), 30 ani, scriitoare engleză (n. 1818)